# Jardí dels Prínceps (Groningen)
El Jardí dels Prínceps és un jardí renaixentista del centre de Groningen (Països Baixos). Es troba al darrere del Prinsenhof, un edifici del segle xi. El jardí va ser construït el 1626 a la demanda del stadhouder Guillem Frederic de Nassau-Dietz i la seva dona Albertina Agnès d'Orange-Nassau. El Prinsenhof va ser a partir del 1594 la residència local dels prínceps de Nassau.
El jardí conté, entre altres elements, un jardí de roses, herbes i una part amb arcs. Hi ha dues lletres compostes de bardisses la W de Willem Frederik (Guillem Frederic) i la A d'Albertina Agnès. A partir del segle xix el jardí es va degradar i es va convertir en una plaça. Entre el 1935 i el 1938, el jardí va ser reconstruït gràcies a un pla del 1637 d'Egbert Haubois i des d'aquesta època, el jardí s'assembla de nou al model inicial.